# Pleopsidium
Pleopsidium är ett släkte av lavar. Pleopsidium ingår i familjen Acarosporaceae, ordningen Acarosporales, klassen Lecanoromycetes, divisionen sporsäcksvampar och riket svampar.
|             | Glypholecia                                                                     |
|             |                                                                                 |
|             | Acarospora                                                                      |
|             |                                                                                 |
|             | Silobia                                                                         |
|             |                                                                                 |
|             | Lithoglypha                                                                     |
|             |                                                                                 |
|             | Sarcogyne                                                                       |
|             |                                                                                 |
| Pleopsidium | \| \| Pleopsidium chlorophanum \| \| \| \| \| \| Pleopsidium flavum \| \| \| \| |
|             | \| \| Pleopsidium chlorophanum \| \| \| \| \| \| Pleopsidium flavum \| \| \| \| |
|             | Polysporina                                                                     |
|             |                                                                                 |
|             | Pleopsidium chlorophanum                                                        |
|             |                                                                                 |
|             | Pleopsidium flavum                                                              |
|             |                                                                                 |

|  | Pleopsidium chlorophanum |
|  |                          |
|  | Pleopsidium flavum       |
|  |                          |

## Bildgalleri

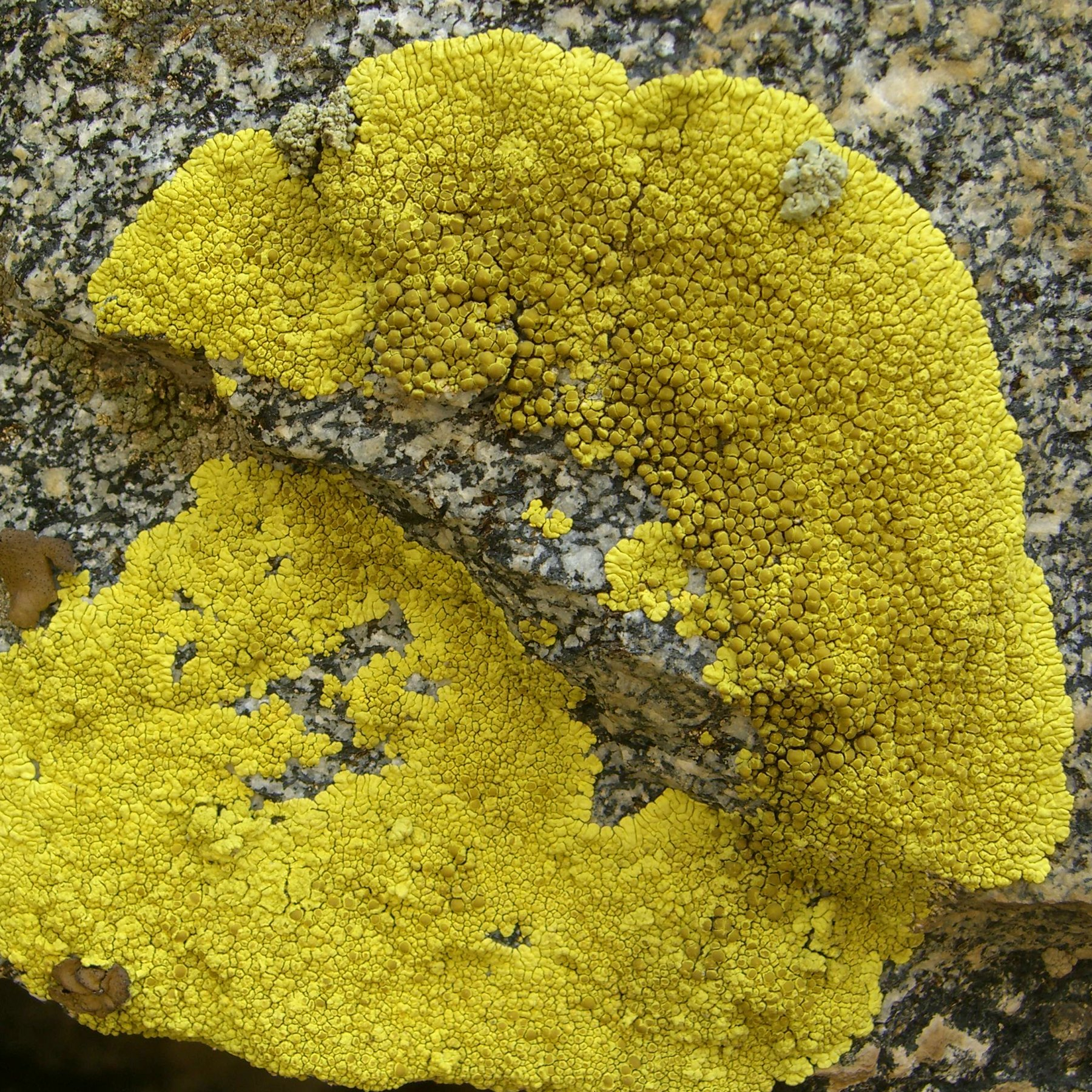